# Christian Brandt (1749–1803)
Christian Brandt, född 2 mars 1749 i Torstuna församling, död 26 juli 1803 i Simonstorps församling, Östergötlands län, var en svensk häradshövding.

## Biografi
Christian Brandt föddes 1749 i Torstuna socken. Han var son till organisten Eric Brandt och Christina Novelia. Brand blev 1781 häradshövding i Bankekinds och Hanekinds häraders domsaga. Han avled 1803 i Simonstorps socken.